# George Vancouver
George Vancouver (22. lipnja 1757. – 10. svibnja 1798.) bio je časnik britanske kraljevske mornarice, najpoznatiji po svojim istraživačkim poduhvatima po sjeverozapadnoj obali Sjeverne Amerike, koji su obuhvaćali Aljasku, Britansku Kolumbiju, američku saveznu državu Washington i Oregon, a istraživao je i jugozapadnu obalu Australije.
Njegovim imenom nazvani su otok Vancouver (Kanada), gradovi Vancouver (Britanska Kolumbija, Kanada) i Vancouver, Washington (SAD), planina Mount Vancouver na granici Yukon/Aljaska.